# Томас Кромвель
Томас Кромвель (1485 — 28 липня 1540) — англійський державний діяч, 1-й граф Ессекс, провідний діяч Реформації в Англії. Мав прізвисько «Молот ченців».

## Життєпис

### Молоді роки
Походив із родини ковалів Кромвелів. Його батько був спочатку ковалем, згодом став броварем та шинкарем. Про матір — Катерину Глоссоп — замало відомостей.
З дитинства був бешкетником. Замолоду перебрався до Франції, де пішов найманцем до війська короля Людовіка XII. Воював в Італії, зокрема відзначився у битві при Гарильяно у 1503 році.
Після цього вступив на службу до флорентійського банкіра Франческо Фрескобальді, деякий час мешкав у Флоренції. Незабаром став агентом та представником банку Фрескобальді у низці європейських країн. За цей час він побував у більшості європейських держав — в Італії, Франції, Англії, Нідерландах. Під час подорожей встановив дружні стосунки з купцями Антверпена. Під час перебування в Англії у 1513 році Кромвель одружився. Тим не менш продовжив залишатися на службі банку Фрескобальді. Водночас у 1514 році виконував завдання Крістофера Бейнбріджа, архієпископа Йоркського у Римі стосовно владнання низки церковних питань Англії. Після цього став англійським торговельним агентом у Голландії, а згодом у Кале.

### Державна кар'єра
У 1520 році він остаточно повернувся до Англії зі значним капіталом, де занурився у громадське та політичне життя. При цьому не полишав торгівельних (продавав вовну) та фінансових справ. Через деякий час став адвокатом. У 1523 році обраний членом Палати громад. Пзнайомився та зблизився з кардиналом й лорд-канцлером Томасом Волсі. Незабаром став секретарем останнього, керуючим кардинальськими маєтками. За успішну працю Волсі доручив Кромвелю справу щодо скасування малих монастирів.
Після падіння кардинала Волсі Кромвель зберіг свої посади. У 1529 році він знову обраний депутатом Палати громад від Таутона. У 1530 році король Генріх VIII зробив його членом Таємної ради. Це обумовлено підтримкою прагнень короля стосовно відокремлення англійської церкви від католицької, підпорядкуванню її королю, впровадження ідей протестантизму. Кромвель також підтримав шлюб короля з Анною Болейн. Саме Кромвелю було доручено реалізувати плани короля у парламенті. У 1531—1532 роках тривала боротьба Томаса Кромвеля з прихильниками збереження підпорядкування англійської церкви Риму. Втім зрештою 14 травня 1532 року під загрозою репресій Кромвель домігся від парламенту розриву з католиками, затвердження ідеї головуванням короля над церквою. Його запеклий ворог Томас Мор пішов у відставку з посади лорда-канцлера.
У подяку за це у 1532 році король надав Кромвелю володіння Ромні та посаду голови скарбниці, у 1533 році - канцлера скарбниці, у 1534 році - державного секретаря. У подальшому Кромвель активно підштовхував короля до створення незалежної Англіканської церкви. До 1534 року було прийняті усі закони для впровадження цього статусу. У 1534 році Кромвель призначений генеральним вікарієм короля у церковних справах. На цій посаді займався секуляризацією церковного майна, зокрема й монастирів. Своє завдання виконував досить жорстко, за що отримав прізвисько «молот ченців».
У 1536 році узяв активну участь у процесі над королевою Анною Болейн, яку в підсумку було страчено. Підтримав короля Генріха VIII щодо одруження з Джейн Сеймур. За це отримав посади хранителя королівського архіву та лорда-хранителя Малої печатки. Тоді ж Кромвель став лордом й бароном Англії.
Дії королівської адміністрації на чолі з Томасом Кромвелем викликали збурення в Англії, й у 1537 році на півночі країни почалося повстання, яке отримало назву «Паломництво Милосердя», повстанці серед іншого вимагали страти Кромвеля. Проте королю вдалося придушити це повстання. Після цього з новою силою Томас Кромвель продовжив впровадження протестантизму в Англії. У 1537 році за заслуги перед короною став кавалером Ордену Підв'язки. Окрім іншого Кромвель піклувався щодо видання Біблії англійською мовою. Для цього він запросив спеціалістів із друку з Нідерландів. Завдяки наполегливості Кромвеля в 1539 році вийшло перше друковане видання Біблії англійською мовою.
Водночас Томас Кромвель влаштував шлюб Генріха VIII з Анною Клевською. Її брат займав значне становище на заході Німеччини, підтримував реформаторів. Тому Кромвель сподівався посилити вплив Англії на континенті. У 1540 році Томас Кромвель став графом Ессекським, а також лордом-великим камергером. Утім шлюб короля Генріха VIII з Анною Клевською не склався внаслідок особистих причин. Це викликало гнів Генріха VIII, який став шукати винуватця. Вороги Кромвеля герцог Томас Норфолк та єпископ Стівен Гардінер переконали короля у неблагонадійності Томаса Кромвеля з огляду на те, що він був ініціатором цього шлюбу. 10 червня 1540 року під час засідання Таємної ради Кромвеля заарештували. Його звинуватили у зраді та єресі. 28 липня 1540 року його страчено у Тауері.

## Родина
Дружина — Єлизавета Викіс. Діти:
- Грегорі (1514—1551)
- Анна, померла немовлям
- Грейс, померла немовлям